# Parsonsia lanceolata
Parsonsia lanceolata är en oleanderväxtart som beskrevs av Robert Brown. Parsonsia lanceolata ingår i släktet Parsonsia och familjen oleanderväxter. Inga underarter finns listade i Catalogue of Life.